# Stazione di Porto Torres Marittima
La stazione di Porto Torres Marittima, già stazione di Porto Torres, è una fermata ferroviaria al servizio del comune di Porto Torres, capolinea della ferrovia per Ozieri Chilivani. Fu la prima stazione attiva nel comune turritano, venendo sostituita da un nuovo impianto nel 1991 e dismessa nel decennio successivo, per poi essere riattivata nel dicembre 2016 in luogo dell'omonima fermata capolinea posta dinanzi ai vicini locali della stazione marittima turritana.

## Storia
La stazione venne realizzata dalla Compagnia Reale delle Ferrovie Sarde nella seconda metà dell'Ottocento, nell'ambito dei lavori legati alla realizzazione della rete ferroviaria a scartamento ordinario della Sardegna, ed in particolare della linea tra il porto turritano e lo scalo di diramazione di Chilivani. L'inaugurazione avvenne il 10 aprile 1872 con l'apertura al traffico del tronco tra Porto Torres e Sassari.
Sin dai primi anni di esercizio lo scalo, gestito dalla Compagnia Reale, fu il terminal passeggeri turritano, dato che i treni viaggiatori non proseguivano verso lo scalo merci portuale di Porto Torres Marittima. Nel 1920 la gestione della stazione e dell'intera rete a scartamento ordinario sarda passò alle Ferrovie dello Stato: nei primi lustri sotto questa amministrazione si registrarono vari lavori all'area ferroviaria turritana, con la creazione tra l'altro di una fermata per il servizio viaggiatori in piazza Cristoforo Colombo: tale realizzazione portò all'estensione della banchina del primo binario anche verso la diramata che da sud della stazione conduceva (in regresso) al porto, per permettere di usufruire dell'impianto anche ai passeggeri dei treni diretti verso il nuovo capolinea viaggiatori.
Nel corso della seconda guerra mondiale la stazione fu bersaglio dei bombardamenti alleati che colpirono Porto Torres nel 1943, venendo successivamente ripristinata e potenziata per quanto riguarda i fabbricati dell'impianto, sebbene quello viaggiatori fosse stato rimaneggiato rispetto alla struttura originaria.

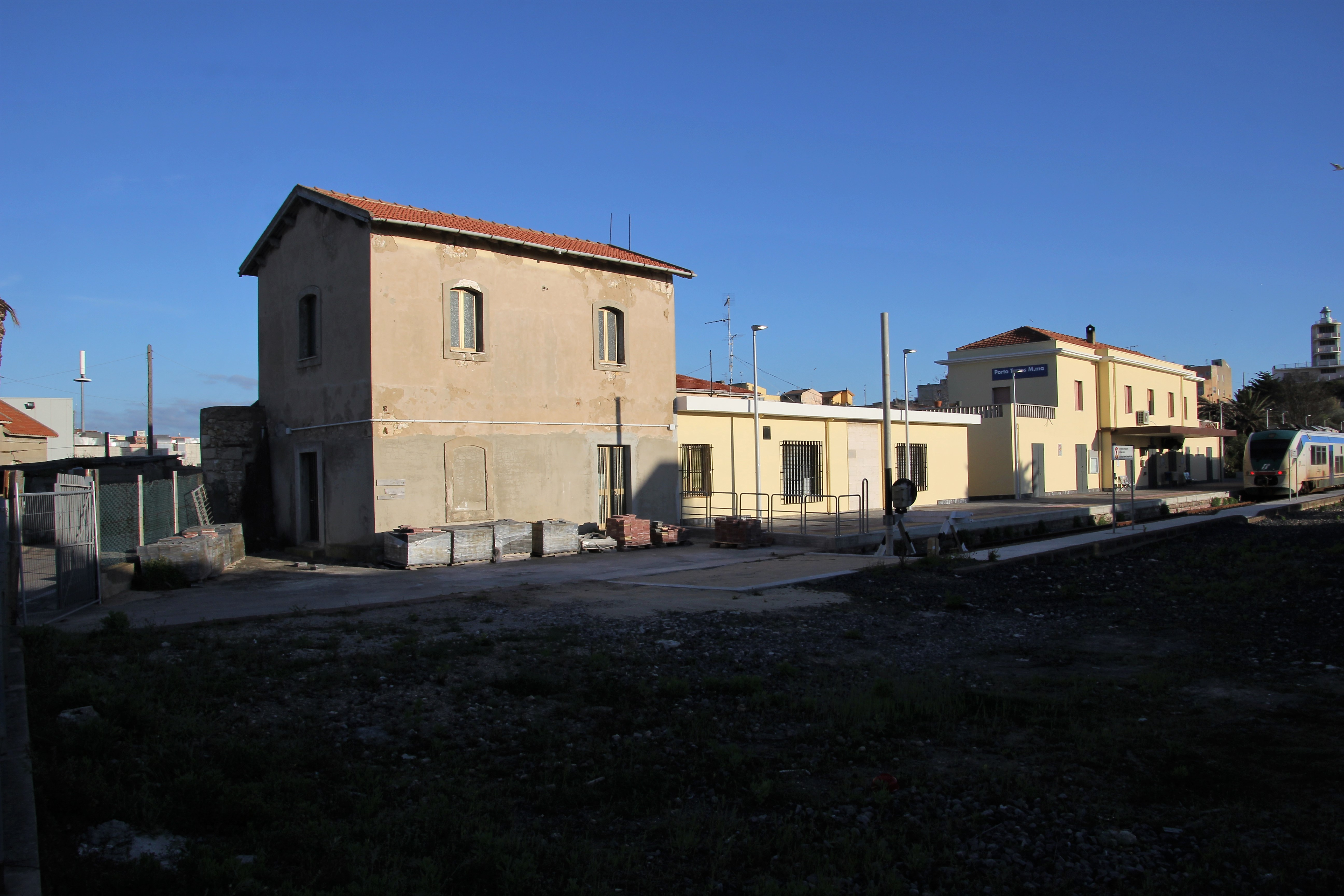
La ex casa cantoniera posta in corrispondenza dell'ex passaggio a livello di viale Ponte Romano, dismesso con lo smantellamento della diramata nord verso piazza Cristoforo Colombo negli anni novanta

Lo scalo continuò ad essere usato con regolarità sino al 1º luglio 1991, quando nella zona di Fontana Vecchia venne inaugurata una nuova stazione avente lo stesso nome di quella ottocentesca. Ciò nonostante lo scalo e le sue infrastrutture rimasero in uso in particolare come area merci, sebbene con l'attivazione del nuovo impianto fosse stata dismessa la diramata nord che dalla vecchia stazione portava in regresso a piazza Cristoforo Colombo, fatto che portò all'arretramento dell'asse estremo della stazione prima di viale Ponte Romano, eliminando il passaggio a livello presente sino a quel momento nell'area. Nei primi anni duemila la stazione risultava ancora impiegata per la sosta dei carri e come capolinea passeggeri in vari periodi in cui la fermata di Piazza Cristoforo Colombo fu inagibile. Dalla metà del decennio tuttavia l'impianto venne progressivamente dismesso, con la chiusura dello scalo merci della stazione (trasformato in un parcheggio) ed in seguito con la rimozione dell'intero fascio binari della struttura situato a nord dello scambio di ingresso della diramata per l'allora capolinea portuale di Porto Torres Marittima.
Tuttavia nella prima metà degli anni dieci si registrò un ripensamento sulle sorti dell'impianto da parte di RFI (dal 2001 gestore della linea), che decise il ripristino dello scalo per liberare l'area occupata dalla fermata di Porto Torres Marittima e dalla porzione superstite della diramata sud per il porto. I lavori furono avviati nel 2014 e portarono all'abbattimento di alcuni edifici di servizio dello scalo, oltre al ripristino del fabbricato viaggiatori e del primo binario della stazione. L'11 dicembre 2016 l'iter di riattivazione dello scalo, costato complessivamente 355 000 euro, si concludeva con la riapertura all'esercizio dell'impianto, stavolta avente caratteristiche di fermata e ribattezzato col nome di Porto Torres Marittima: si tratta del terzo diverso impianto a utilizzare questa denominazione, originariamente indicante lo scalo merci posto nelle banchine del porto e dal 2004 al 2016 il precedente capolinea ferroviario nel comune turritano.

## Strutture e impianti

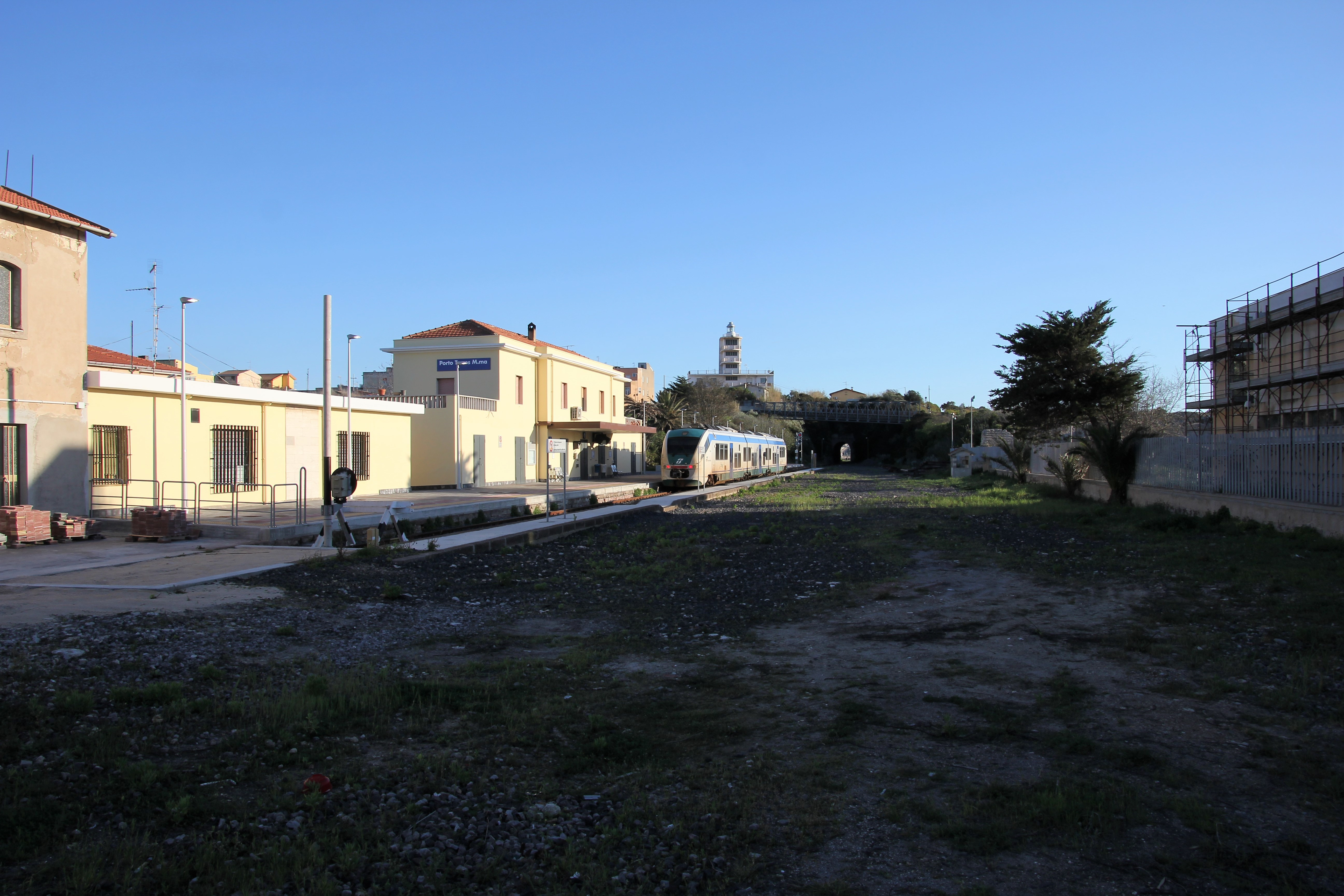
L'infrastruttura in uso dalla riapertura del 2016, con sulla destra l'area occupata sino a inizio secolo da ulteriori tre binari oltre a quello di corsa ancora presente

Nella configurazione in uso dal 2016 l'impianto presenta caratteristiche di fermata terminale, dotata di un unico binario tronco a scartamento da 1435 mm, servito da due banchine. Gli edifici della fermata si trovano ad est del piazzale binari: tra essi il maggiore è il fabbricato viaggiatori, costruzione a due piani dalla pianta rettangolare e dal tetto a falde, con corpi laterali che si sviluppano sul solo piano terra. A nord di esso si trovano un locale di servizio oltre ad una ex casa cantoniera posta su quello che era l'asse estremo dello scalo al momento della temporanea dismissione, all'altezza del vecchio passaggio a livello di viale Ponte Romano. Ulteriori fabbricati di servizio si trovavano a sud di quello viaggiatori, prima di venir demoliti nel 2014. Il movimento nell'impianto è controllato in remoto dal DCO di Cagliari.
Prima della dismissione degli anni duemila l'impianto presentava una configurazione di stazione e si componeva di un fascio principale composto da 4 binari, a cui si aggiungevano due binari di collegamento in direzione del porto, uno che si diramava all'ingresso sud della stazione (dismesso con la riattivazione dello scalo), l'altro (dismesso nel 1991) dall'originario asse estremo della stessa: questi binari formavano inoltre il triangolo di regresso della stazione. Tra tutti i binari presenti (a scartamento da 1435 mm) erano attrezzati per il servizio viaggiatori l'uno, il due e la diramata sud per il porto. 

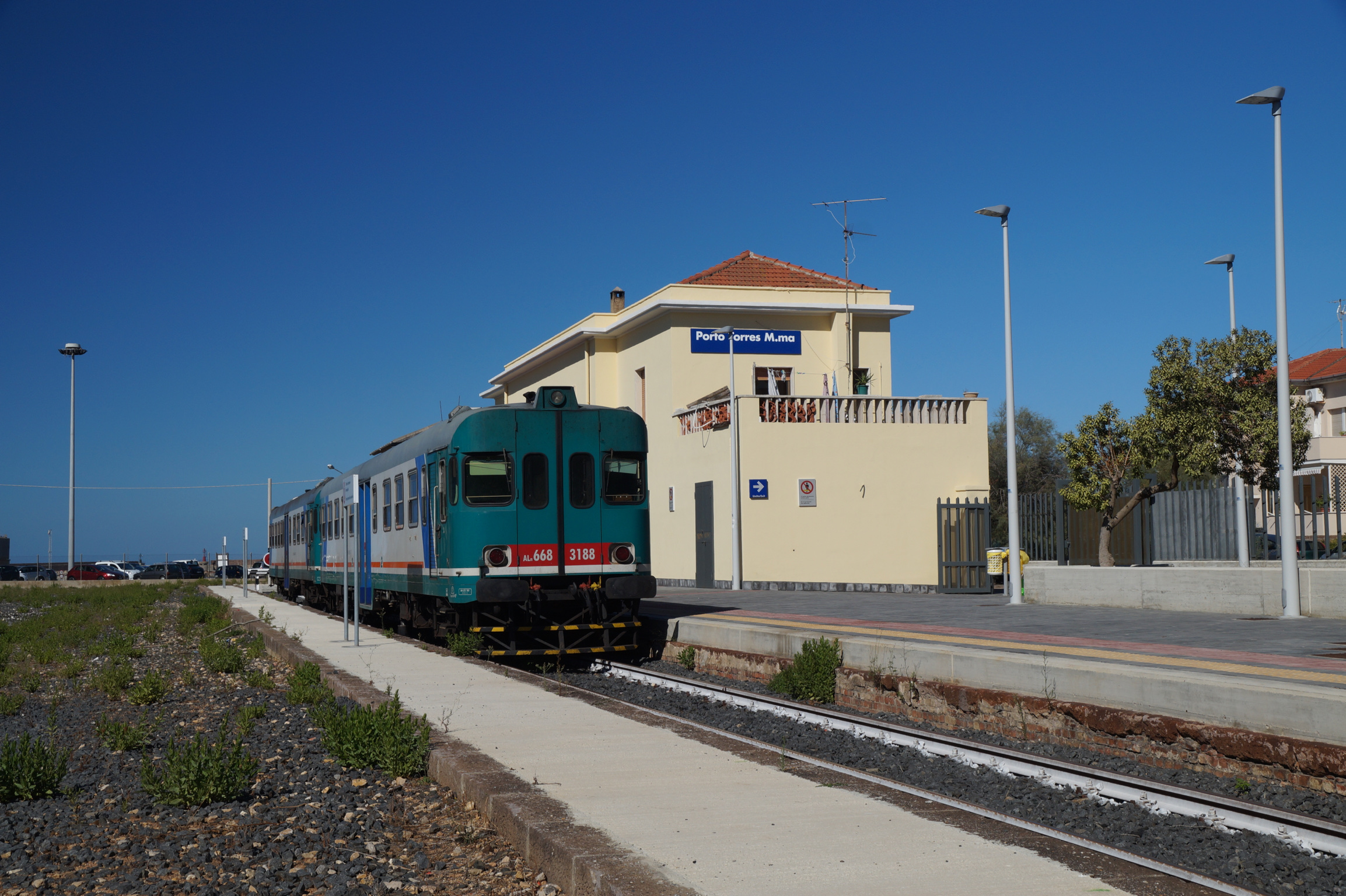
Automotrice ALN 668 di Trenitalia in sosta nell'unico binario superstite dell'impianto

Da quest'ultima si staccavano i binari dello scalo merci dell'impianto, situato dinanzi all'area su cui sorgeva la precedente fermata capolinea di Porto Torres Marittima e demolito negli anni duemila. La struttura comprendeva dei tronchini di sosta per i carri nonché dei magazzini per le merci. In origine il fascio principale della stazione si estendeva sino all'area delle banchine nella parte ovest del porto turritano, e da qui aveva origine la diramata nord per piazza Cristoforo Colombo. Nel 1991 tuttavia l'asse estremo dell'impianto venne arretrato prima di viale Ponte Romano, eliminando così uno dei passaggi a livello che attraversava questa strada, la diramata nord e la parte terminale dei binari, liberando tali aree per altri fini legati allo sviluppo del porto.

## Movimento
La fermata è capolinea delle relazioni espletate da Trenitalia, che la collegano con i centri raggiunti dalla linea per Chilivani e con la Dorsale Sarda.

## Servizi

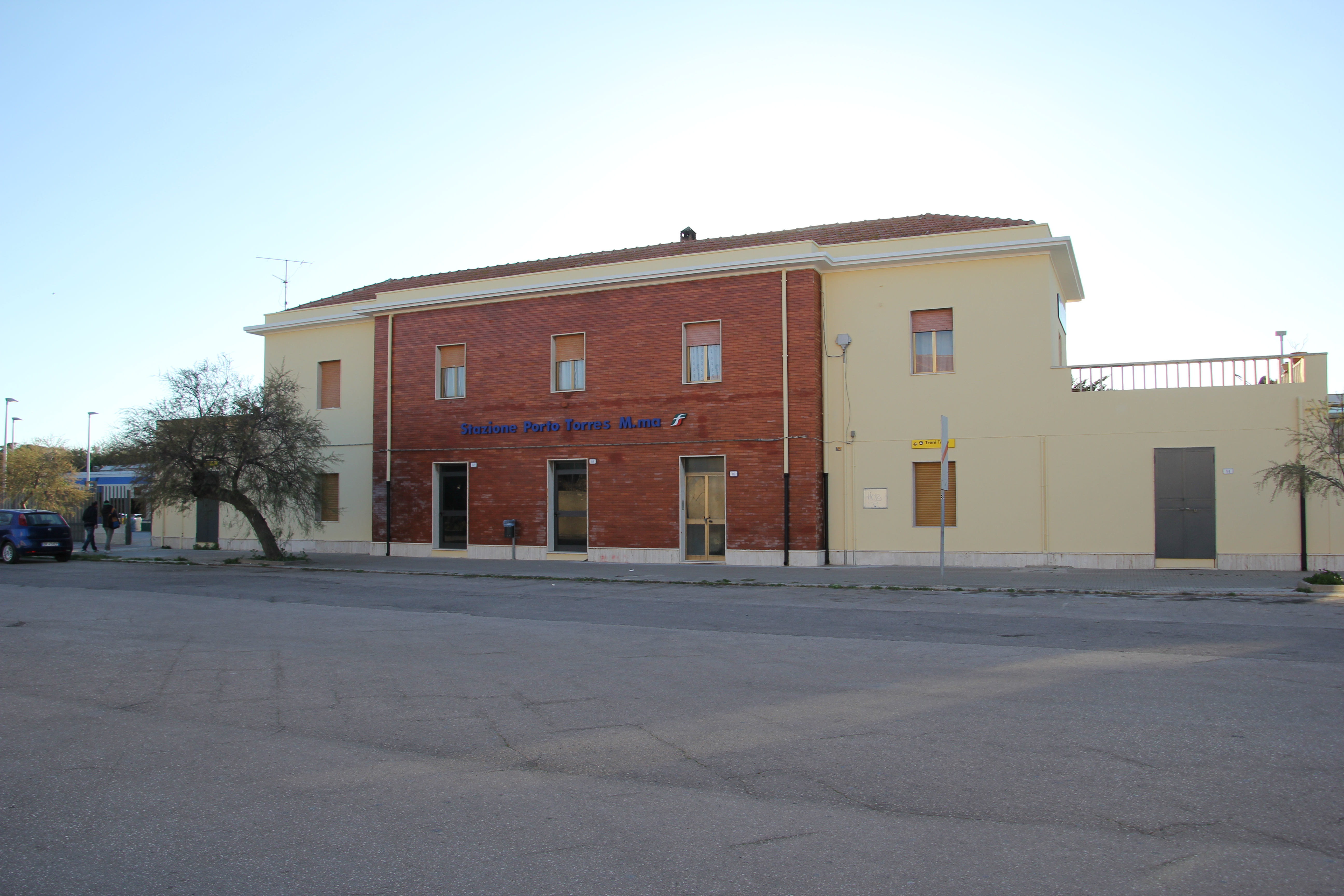
Il fabbricato viaggiatori visto da via Ponte Romano: l'edificio ospita alcuni servizi all'utenza

La fermata è dotata di una sala d'attesa e di servizi igienici. Inoltre è attrezzata per la ricezione di persone con disabilità. Dal punto di vista commerciale l'impianto viene classificato da RFI in categoria "bronze".
- Sala d'attesa
- Servizi igienici

## Interscambi
A poche centinaia di metri dallo scalo si trova il porto di Porto Torres, collegato con Genova dai traghetti della Tirrenia. Sempre nell'area del porto è presente una fermata degli autobus dell'ARST che permettono di raggiungere Sassari, Alghero, Stintino, Osilo, Sennori e Sorso. Inoltre nell'area osservano sosta i servizi di autolinee urbane dell'ATP.
- Fermata autobus